# Aksel Schiøtz
Aksel Schiøtz (* 1. September 1906 in Roskilde; † 19. April 1975 in Kopenhagen) war ein dänischer Opernsänger (Tenor, Bariton) und Gesangspädagoge.

## Leben
Schiøtz studierte bis 1929 Sprachen an der Universität Kopenhagen und arbeitete dann als Lehrer. Der Chordirigent Mogens Wöldike nahm ihn als Tenor in den Kopenhagener Männerchor auf, wo er bald bei Oratorienaufführungen Solopartien übernahm. Er nahm dann Gesangsunterricht an der Königlichen Oper Kopenhagen bei Agnete Zacharias und Valdemar Lincke und später in Stockholm bei John Forsell.
Als Liedsänger debütierte Schiøtz 1936, als Opernsänger in der Rolle des Ferrando in Così fan tutte 1938 am Königlichen Theater in Kopenhagen. Die deutsche Besetzung Dänemarks verhinderte bis 1945 eine internationale Karriere, Schiøtz wurde aber in Dänemark ein beliebter Opern-, Operetten- und Liedsänger. 1946 reiste er nach England, wo er mit dem Pianisten Gerald Moore Franz Schuberts Die schöne Müllerin und Robert Schumanns Dichterliebe aufnahm.
Im gleichen Jahr wurde bei Schiøtz ein Akustikusneurinom festgestellt. Nach dessen Operation gelang ihm 1948 ein Comeback als Sänger. Auch nach einem Gehirntumor, der 1950 festgestellt wurde und der zeitweise seine Sprachfähigkeit beeinträchtigte, gelang ihm die Rückkehr als Sänger. Ab 1955 widmete er sich dem Gesangsunterricht. Er wirkte bis 1958 an der University of Minnesota, bis 1961 an der University of Toronto, bis 1968 an der University of Colorado und schließlich in Kopenhagen als Professor für Gesang.